# Закриничный
Закриничье (бел. Закрынічча) — упразднённый посёлок в Чечерском районе Гомельской области Белоруссии. Входил в состав Залесского сельсовета.
В результате катастрофы на Чернобыльской АЭС и радиационного загрязнения жители отселены.

## География

### Расположение
В 18 км на север от Чечерска, 55 км от железнодорожной станции Буда-Кошелёвская (на линии Гомель — Жлобин), 83 км от Гомеля.

## История
С 8 декабря 1926 года посёлок, в Загорском сельсовете Чечерского района Гомельского округа. С 30 декабря 1927 года центр Закриничского сельсовета. Во время Великой Отечественной войны входил в партизанскую зону. С 29 октября 1959 года в Беляевском сельсовете. С ноября 1991 года в Залесском сельсовете.

## Население

### Численность
- 2004 год — жителей нет.

### Динамика
- 1926 год — 120 жителей, 24 двора.
- 1990 год — 7 жителей, 3 двора (согласно переписи).
- 2004 год — жителей нет.